# Emina Jahović
Emina Jahović Sandal (* 15. ledna 1982 Novi Pazar) je srbská zpěvačka-skladatelka, producentka a herečka.
Jejím otcem byl srbský lékař Núsret Jahović, lékařkou je i její matka Senija Jahović. Starší sestra Sabina Jahović je vdaná, žila několik let v České republice.
Emina Jahovic strávila dětství v Srbsku. Navštěvovala školu Meša Selimović, poté studovala ízení na univerzitní Braća Karića.
Její nejvýznamnější rolí je postava Lale Taškiranová Ilgazová v seriálu Čas tulipánů. Vedle herectví a zpěvu se věnuje dobročinnosti.
Od roku 2008 je vdaná za Mustafa Sandala.

## Diskografie

### Studiová alba
Osmi dan (City Records 2002)
1. Osmi dan
2. Mama
3. Kad si sa njom
4. Odbojka
5. U, la-la
6. Tačka
7. Soba 23
8. Brišeš tragove
9. U, la-la (Remix)
10. Sad nastavi

Radije ranije (City Records 2005)
1. Radije, ranije
2. Da l' ona zna
3. Crno i bjelo
4. Tvoja greška
5. Živeo...
6. Pola oštrog noža
7. Skini ruke s' mog vrata
8. Molim te...
9. Ona nije ja
10. Bez problema
11. Molim te (Remix)
12. Voljela te il' ne voljela
13. Uzalud se budim

Exhale (Multimedia Records 2008)
1. Exhale
2. Exhale (Dance Remix)
3. Exhale (Elvir Gazić Remix)
4. Exhale (Levent Gündüz Be Funky Remix)
5. Push It
6. Push It (Remix)

Vila (PGP RTS 2009)
1. Pile moje
2. Dan za danom
3. Ne zaboravi
4. Vila
5. Med
6. Aj
7. Nastavljamo dalje...
8. Zauvek
9. Još ti se nadam
10. Zver
11. Vila 2

### Greatest hits
Singles & Duets (2008)
1. Cool žena
2. Da l' ona zna (Remix)
3. Nije vise tvoja stvar
4. La gitana
5. Emina
6. Još ti se nadam

### Singly
- "Tačka" (2002)
- "Osmi dan" (2002)
- "U, la-la" feat. KC (2002)
- "Uzalud se budim" (2003)
- "Radije, ranije" (2004)
- "Tvoja greška" (2005)
- "Emina" feat. Knez (2005)
- "Da l' ona zna" (2006)
- "Nije vise tvoja stvar" (2006)
- "Pola ostrog noza" (2006)
- "Cool žena" (2007)
- "La gitana" feat. Flamingosi (2007)
- "Exhale" (2008)
- "Push It" feat. Cory Gunz (2008)
- "Još ti se nadam" feat. Saša Kovačević (2008)
- "Pile moje" (2009)
- "Ne zaboravi" feat. İzel (2009)
- "Med" feat. Dino Merlin (2009)
- "Nemilo" feat. Miligram (2009)
- "Ti kvariigro" (2010)
- "Gospodine" feat. Nataša Bekvalac (2011)
- "Posle mene" (2011)
- "Beograd priča" feat. Dženan Lončarević (2012)
- "Broken" feat. Erdem Kınay (2012)
- "Çek Gönder" feat. Mustafa Sandal (2012)
- "Da mogu" (2012)
- "Kimse Yok Mu?" (2012)
- "Yakışmaz" (2013)
- "U senkama isti" (2013)

### Kompilační alba
- BH Eurosong (Muzička produkcija javnog servisa BH 2002)
- Super hitovi Vol.13 (City Records 2003)[5]
- Vanilla (City Records 2005)
- Gordost i predrasude (City Records 2006)
- Miligram (Miligram Music 2009)
- Karizma (Seyhan Müzik 2009)[6]
- Ornament (City Records 2010)
- Platinum Collection 19 hitova (Mascom EC 2011)[7]
- Proje (Seyhan Müzik 2012)[8]
- Hitovi leta 2012 (City Records 2012)[9][10]
- Organik (Poll Production 2012)[11][12]
- Best of 2012/13 CD 1 (City Records 2013)[13][14]
- Super hitovi CD 2 (City Records 2013)

## Filmografie
| Země                | Rok       | Název                              | Role                      | Poznámky                    |
| Televize            | Televize  | Televize                           | Televize                  |                             |
| ------------------- | --------- | ---------------------------------- | ------------------------- | --------------------------- |
| Turecko             | 2010-2011 | Lale Devri                         | Lale Taşkıran Ilgaz       | Vedoucí roli (Show TV, FOX) |
| Bosna a Hercegovina | 2011-2012 | Polje lala                         | Lala Taškran Ilgaž †      | Vedoucí roli (Pink BH)      |
| Bulharsko           | 2011-2012 | Сезонът на лалето                  | Лале Ташкъран Ългаз       | Vedoucí roli                |
| Česko               | 2011-2012 | Čas tulipánů                       | Lale Taškiranová Ilgazová | Vedoucí roli (TV Barrandov) |
| Makedonie           | 2011-2012 | Лале                               | Лале Таксиран Илгаз       | Vedoucí roli (Kanal 5)      |
| Černá Hora          | 2011-2012 | Поље лала                          | Лала Ташкиран Иглаз †     | Vedoucí roli (Pink M)       |
| Rumunsko            | 2011-2012 | Lale - Asculta-ti inima!           | Lale Tașkiran Ilgaz       | Vedoucí roli (Antena 1)     |
| Srbsko              | 2011-2012 | Поље лала                          | Лала Ташкиран Иглаз †     | Vedoucí roli (RTV Pink)     |
| Slovensko           | 2011-2012 | Láska v Istanbule                  | Lále Taškiranová Ilgazová | Vedoucí roli (JOJ Plus)     |
| Slovinsko           | 2011-2012 | Doba tulipanov                     | Lala Taškran Ilgaž †      | Vedoucí roli (Pink SI)      |
| Řecko               | 2012      | Λάλε, Έρωτας στην Κωνσταντινούπολη | Λάλε Τασκιράν Ιλγκάζ      | Vedoucí roli (Alpha TV)     |
| Írán                | 2012      | Omre Gole Laleh                    | Laleh Tashkyran Aylgas    | Vedoucí roli (GEM TV)       |
| Kazachstán          | 2012      | Пора тюльпанов                     | Лале Ташкыран Илгаз       | Vedoucí roli (El-Arna)      |
| Turecko             | 2012      | Turkcell Akıllı Telefon Hareketi   | Vedoucí roli              | Turkcell TV spot            |
| Turecko             | 2013      | Maxi'yi Alan Yaşadı                | Vedoucí roli              | Turkcell TV spot            |